# 小行星4726
小行星4726（4726 Federer）是一颗绕太阳运转的小行星，为主小行星带小行星。该小行星于1976年9月25日发现。

## 轨道参数
小行星4726的轨道半长轴为2.7341501 UA，离心率为0.074。